# Infinity Science Fiction
Infinity Science Fiction (cunoscută și ca Infinity) a fost o revistă americană de științifico-fantastic care a apărut doar din noiembrie 1955 până în noiembrie 1958 (un total de 20 de numere). Editorul revistei a fost Larry T. Shaw. Începând din 1970, folosind titlul "Infinity", Lancer Books a publicat o serie de antologii (cele mai multe) originale de povestiri scurte editate de Robert Hoskins, care au fost prezentate ca o continuare a revistei Infinity Science Fiction."

## Povestiri notabile dinInfinity Science Fiction
- "Glowworm" de Harlan Ellison (februarie 1956)
- "Dio" de Damon Knight (septembrie 1957)
- "Lenny" de Isaac Asimov (ianuarie 1958)
- "The Star" de Arthur C. Clarke (noiembrie 1955; Premiul Hugo pentru cea mai bună povestire)
- "The Sickness" de William Tenn (noiembrie 1955)